# Reto Luzius Fetz
Reto Luzius Fetz (* 9. Juni 1942 in Domat/Ems, Kanton Graubünden) ist ein Schweizer Philosoph. Er lehrte von 1988 bis 2008 Philosophie an der Katholischen Universität Eichstätt-Ingolstadt.

## Leben
Fetz besuchte in Domat/Ems die Grundschule. Anschliessend absolvierte er das Gymnasium an der Bündner Kantonsschule in Chur. Danach studierte er an der Universität Freiburg im Üechtland Philosophie und wurde dort Assistent. Die Doktorarbeit schrieb er über Thomas von Aquin, die Habilitationsschrift über Alfred North Whitehead. Nach der Habilitation folgten Forschungsjahre bei Jean Piaget in Genf. Im Anschluss wurde er Dozent an der Pädagogischen Hochschule St. Gallen, sowie Gastdozent an der Universität Bern. Von 1988 bis 2008 war er Professor für Philosophie an der Katholischen Universität Eichstätt-Ingolstadt. 2004 erschien sein literarisches Erstlingswerk Im Schatten des Greif beim Verlag Reclam Leipzig. Der Kriminalroman wickelt auf verschiedenen Bewusstseinsebenen die Aufklärung eines Mordfalls im universitären Umfeld ab. Handlungsort des Romans ist vor allem die Landschaft im Kanton Freiburg. Er ist Mitglied der katholischen Studentenverbindungen KDStV Alcimonia Eichstätt und KDStV Aureo-Danubia Ingolstadt.

## Philosophie Überblick

### Unterwegs zu einem neuen Denken
Reto Fetz sieht sich in Fortführung der Tradition der Philosophen Alfred North Whitehead, Ernst Cassirer und Jean Piaget, die für Fetz herausragende philosophische und wissenschaftliche Neuansätze des 20. Jahrhunderts darstellen und für Fetz als "transformative Denker ", Basis eines neuen Meta- und Megaparadigmas sind. Die zentralen Aussagen sind nach Fetz folgende:
" Die Wirklichkeit setzt sich aus einer Vielzahl eigenständiger, jedoch innerlich miteinander verbundener Prozesswesen zusammen (Pluralismus).Ein solches Prozesswesen resultiert aus einer Genese, die von einer anfänglichen Struktur zu einer Endstruktur führt. Struktur und Genese bedingen sich wechselseitig (genetischer Strkturalismus). Entscheidendes Moment bei der Selbstverwirklichung ist die Selbstregulierung (Autoregulation), die sich in Gleichgewichtsprozessen (Äquilibaration) ausdrückt.
Die Koevolution von Einzelwesen und Wirklichkeit zielen auf immer höhere Stufen ab, die von physikalischen Strukturen über die biologische Organisation bis zum Bewusstsein führen. Ein organismischer Grundzug ist bereits den physikalischen Strukturen inne.
Fetz sieht seinen Ansatz als Fortführung der Subjektphilosopie der Neuzeit, jedoch mit dem graduellen Unterschied, die Dualismen von Materie und Geist, Leben und Geist, sowie Natur und Kultur zu überwinden:" Sie lässt den Tod des Subjekts ebenso hinter sich, wie die entmenschlichenden Tendenzen von Systemdenken und Dekonstruktivismus".

### Biophilosophie - Die Wirklichkeit der Wirkwesen
Ausgehend von diesen Positionen hat Reto Fetz eine Grundlegung einer organismischen und strukturgenetischen Wirklichkeitskonzeption entworfen, die eine neue, organismische Wirklichkeitskonzeption im Ausgang von Whitehead, Cassierer und Piaget ist (Wirklichkeit der Wirkwesen, 2019) und eine neue Biophilosophie darstellt. Zentraler Grundbegriff ist dabei der Begriff der "Wirkwesen", welcher in Analogie zu Witheheads Begriff der "actual entity" konzipiert wurde, jedoch keine Monaden mehr sind. Nach Fetz kann darunter als erste Annäherung der "Begriff des Lebewesens" verstanden werden.

## Forschungsschwerpunkte
- Biophilosophie
- Prozessphilosophie
- Philosophische Anthropologie und Ethik
- Geschichte der klassischen Metaphysik
- Strukturgenetische Entwicklungstheorien

## Werke
- Die Wirklichkeit der Wirkwesen. Grundlegung einer organismischen und strukturgenetischen Wirklichkeitskonzeption. Biophilosophie Band 1. Freiburg/München 2019, ISBN 978-3-495-49107-2.
- Ontologie der Innerlichkeit. Reditio completa und Processio interior bei Thomas von Aquin (= Studia Friburgensia, Bd. 52). Universitätsverlag, Freiburg Schweiz 1975.
- Whitehead: Prozessdenken und Substanzmetaphysik (= Symposium, Bd. 65). Alber, Freiburg und München 1981, ISBN 3-495-47465-X.
- Struktur und Genese. Jean Piagets Transformation der Philosophie. Haupt, Bern und Stuttgart 1988, ISBN 3-258-03851-1.
- Studien zur Philosophie von Edith Stein: Internationales Edith-Stein-Symposion Eichstätt 1991 (= Phänomenologische Forschungen, Bd. 26/27). Herausgeber, zusammen mit M. Rath und P. Schulz. Alber, Freiburg und München 1993, ISBN 3-495-47765-9.
- Geschichte und Vorgeschichte der modernen Subjektivität (= European Cultures. Studies in Literature and the Arts, Vol. 11). 2 Bde., Herausgeber, zusammen mit R. Hagenbüchle und P. Schulz. De Gruyter, Berlin und New York 1998.
- Weltbildentwicklung und Schöpfungsverständnis - Eine strukturgenetische Untersuchung bei Kindern und Jugendlichen. Zusammen mit K. H. Reich und P. Valentin. Kohlhammer GmbH, Stuttgart 2001, ISBN 3-17-017092-9.
- Shri Ramana Maharshi: Vom Ich zum Selbst, LIT Verlag, Berlin-Münster 2006, ISBN 3-8258-9662-5.
- Lebendige Form. Zur Metaphysik des Symbolischen in Ernst Cassirers "Nachgelassenen Manuskripten und Texten". Herausgeber, zusammen mit S. Ullrich. Meiner, Hamburg 2008, ISBN 978-3-7873-1872-8.
- Whitehead - Cassirer - Piaget. Unterwegs zu einem neuen Denken. Herausgeber, zusammen mit B. Seidenfuß und S. Ullrich. Alber, Freiburg und München 2010, ISBN 978-3-495-48378-7.